# Castelul din Nürnberg

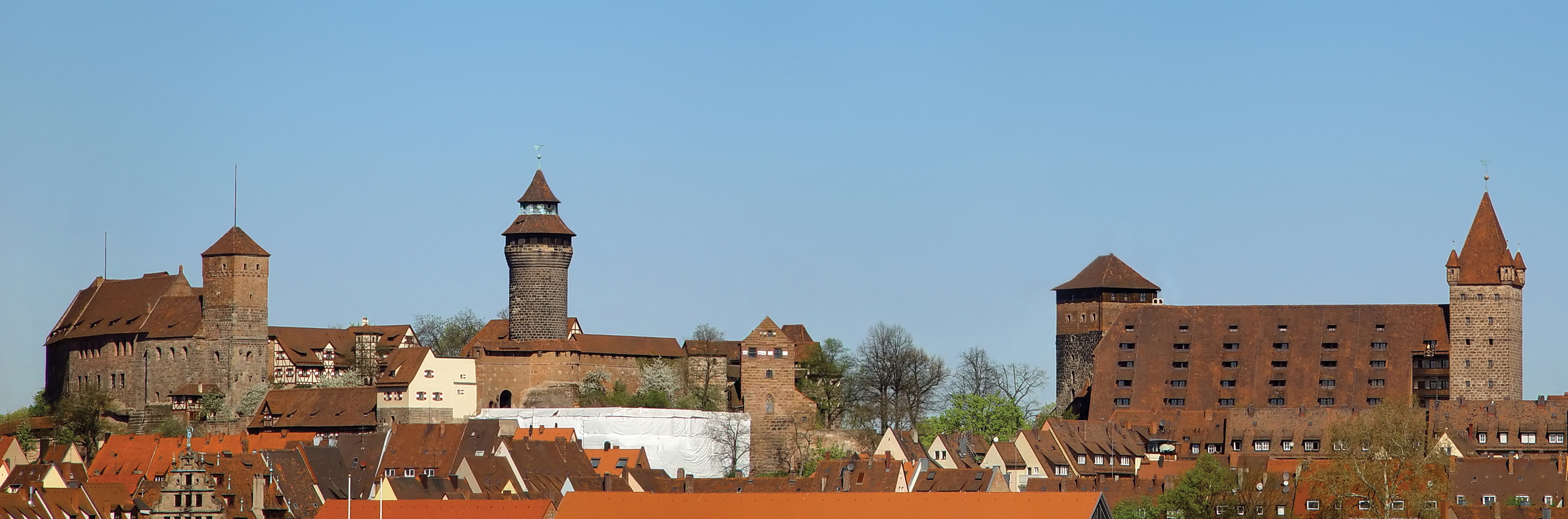
Castelul Nürnberg: palatul, capela imperială, Turnul Păgânilor în partea de pe stângă; Turnul Cilindric în mijloc; Turnul Pentagonal, Grajdurile Imperiale și și Turnul Luginsland în partea dreaptă

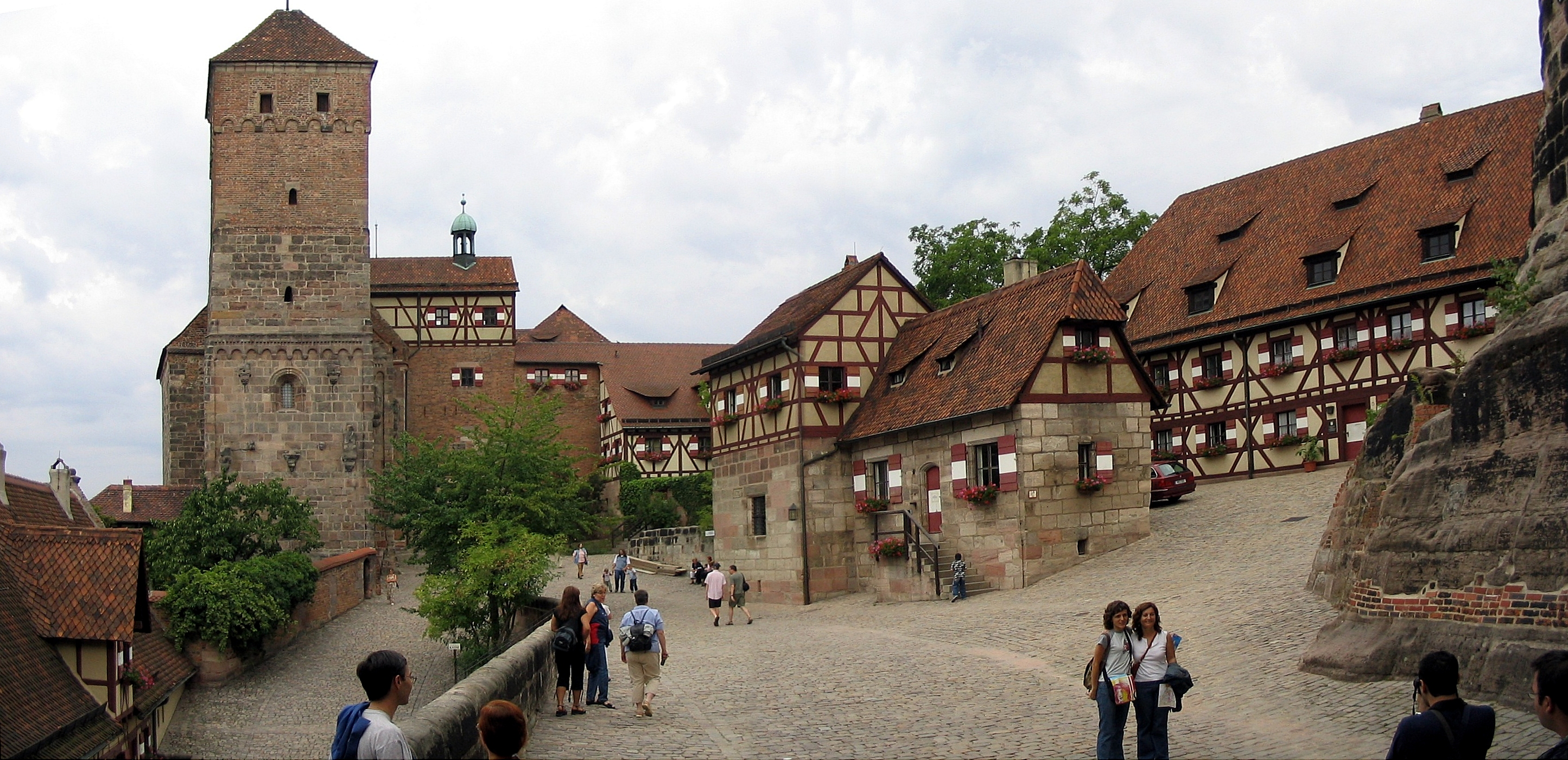
Curtea interioară cu Heidenturm (Turnul Păgânilor), Kaiserkapelle (Capela imperială) și Tiefer Brunnen (Fântâna adâncă)

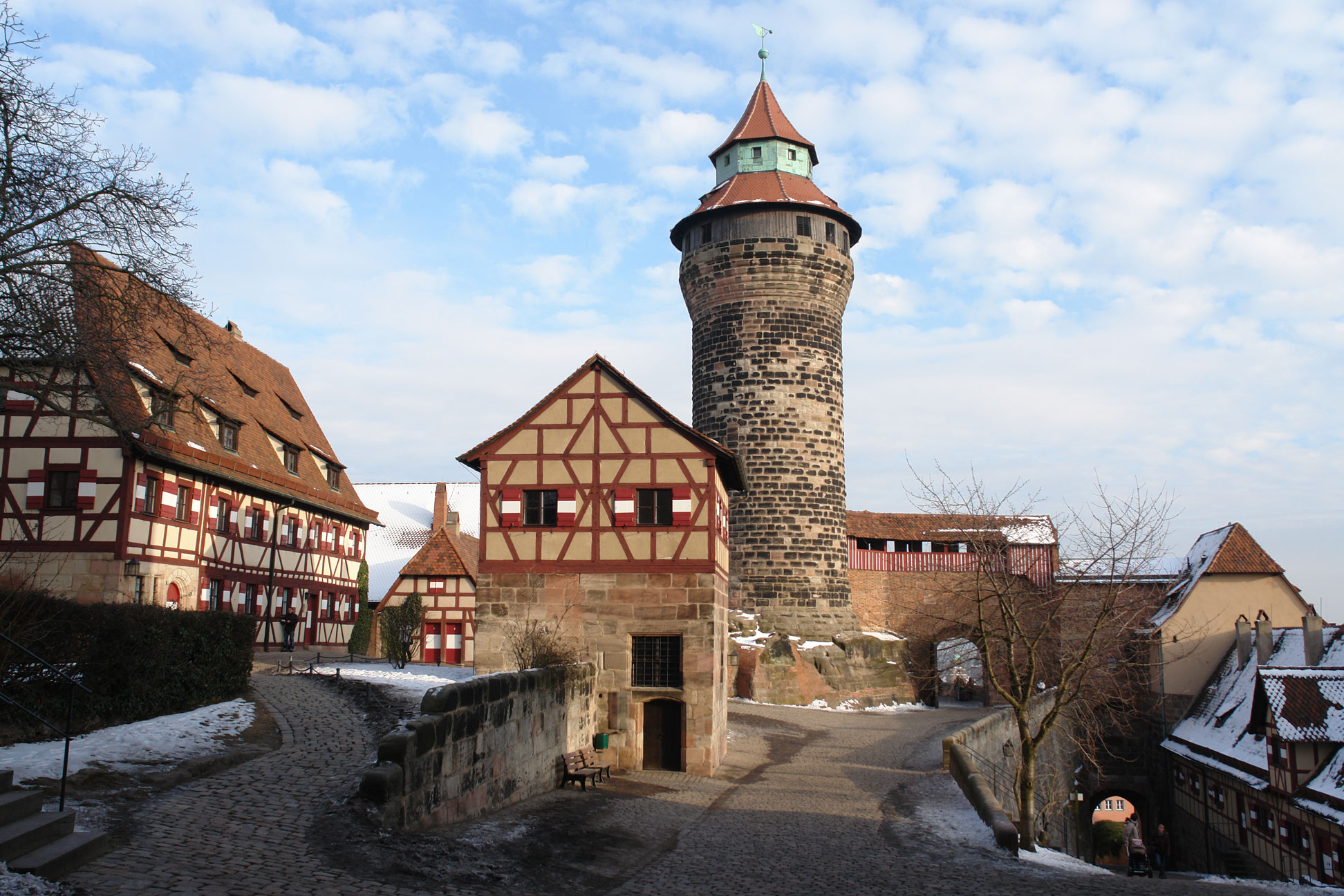
Tiefer Brunnen (Fântâna adâncă, clădirea mică din mijloc cu un acoperiș cu fronton) și Sinwellturm (Turnul Cilindric)

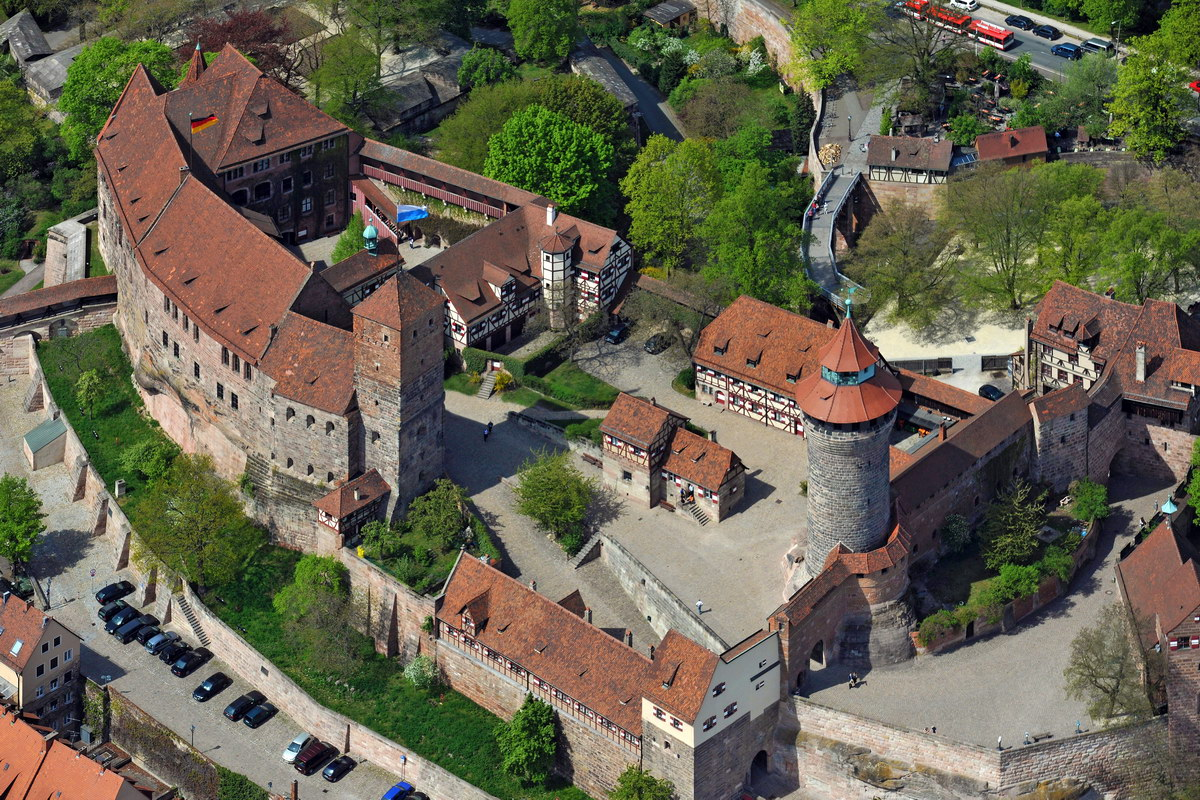
Vedere de sus

Castelul Nürnberg (în germană Nürnberger Burg) este un grup de clădiri medievale fortificate construite pe o creastă din gresie ce domină centrul istoric al orașului Nürnberg din Bavaria, Germania.
Castelul, împreună cu zidurile orașului, este considerat a fi una dintre cele mai importante fortificații medievale din Europa. El simboliza puterea și importanța Sfântului Imperiu Roman, precum și rolul important pe care-l avea orașul imperial Nürnberg.

## Rezumat
În Evul Mediu, regii germani (respectiv împărații Sfântului Imperiu Roman după încoronarea lor de către papă) nu aveau o capitală și călătoreau de la un castel (Kaiserpfalz sau castel imperial) la altul. Astfel, castelul de la Nürnberg a devenit o reședință imperială importantă, iar în secolele următoare toți regii și împărații germani au locuit pentru diferite perioade în castel, unii chiar în mai multe rânduri.>
Castelul din Nürnberg este format din trei părți: castelul imperial (Kaiserburg), fostul castel al burgravilor (Burggrafenburg) și clădirile construite de către autoritățile orașului imperial pe latura de est (Reichsstädtische Bauten).
Primele clădiri fortificate par să fi fost înălțate în jurul anului 1000. Pot fi distinse trei perioade  de construcție a castelului:
- castelul construit sub domnia regilor salieni, respectiv a împăraților Sfântului Imperiu Roman (1027-1125);
- un nou castel construit sub domnia împăraților din dinastia Hohenstaufen (1138-1254);
- reconstrucția palatului și efectuarea unor diverse modificări și completări în cele câteva secolele ale Evului Mediu Târziu.

Castelul și-a pierdut din importanță după Războiul de Treizeci de Ani (1618-1648). În secolul al XIX-lea, odată cu creșterea interesului general pentru perioada medievală, au fost aduse unele modificări. În perioada nazistă, cu ocazia activităților de pregătire a congresului NSDAP de la Nürnberg din 1936, castelul a fost readus la starea sa inițială. Câțiva ani mai târziu, în timpul celui de-al Doilea Război Mondial și a raidurilor aeriene din 1944/1945, o mare parte a castelului a fost pusă în ruine. Reconstrucția și restaurarea castelului a durat aproximativ treizeci de ani.

## Clădiri

### Castelul Imperial
Accesul obișnuit în castel se face prin Burgstrasse care se termină în fața crestei de gresie. O potecă largă duce în curtea exterioară prin Poarta Cerească (Himmelstor) situată lângă turnul Hasenburg (numit după familia boemă Hasenburg).
Turnul Cilindric, construit în a doua jumătate a secolului al XIII-lea, a fost donjonul principal al castelului. El este numit astfel ca urmare a formei sale cilindrice: în dialectul german înalt intermediar sinwell înseamnă perfect rotund. În anii 1560, înălțimea sa a fost majorată prin ridicarea a încă un etaj și a unui acoperiș pavilion cu un vârf ascuțit.
Fântâna Adâncă (Tiefer Brunnen), aflată în interiorul unei clădiri mici din bârne în mijlocul curții interioare, este cu siguranță la fel de veche ca și castelul, deoarece a fost singura sursă de apă a castelului. Nivelul apei se află la o adâncime de 50 de metri, iar apa are de obicei o adâncime de 3 m. Deasupra nivelului apei a fost săpată în stâncă o nișă în scop de curățare. Zidăria de piatră a fântânii datează din anul 1563. Clădirea anexă construită în anul următor a fost folosit ca baie și vestiar. Fântâna Adâncă furnizează cantități suficiente de apă pentru consumul normal, dar în timpul Dietelor Imperiale și a vizitelor împăratului au trebuit să fie aduse din oraș butoaie cu apă.
Casa Castelanului (Kastellansgebäude), clădirea secretariatului (Sekretariatsgebäude) și clădirea trezoreriei (Finanzstadel), precum și clădirea post-medievală Himmelsstallung sunt câteva clădiri din curtea exterioară, reconstruite în mare măsură după cel de-al Doilea Război Mondial.
Poarta Interioară (Inneres Tor) conduce în Curtea Interioară (Innerer Burghof), înconjurată de palat, de Capela Imperială și de Kemenate. În curte mai pot fi văzute ruinele fundațiilor clădirilor construite în perioada salică. În mijloc se află Teiul Cunigundei plantat în 1984 pentru a înlocui copacii mai vechi menționați pentru prima dată în 1455 și numiți după Sfânta Cunigunda, consoarta împăratului Henric al II-lea (Sfântul Henric).
Palatul, clădirea principală a Castelului Imperial, are două etaje, care au fost utilizate atât pentru funcții oficiale, cât și ca reședință a împăraților. A fost reconstruit și modifica de mai multe în istoria castelului. Acum găzduiește expoziția permanentă „Împărat – Imperiu - Oraș. Castelul Imperial de la Nürnberg”.

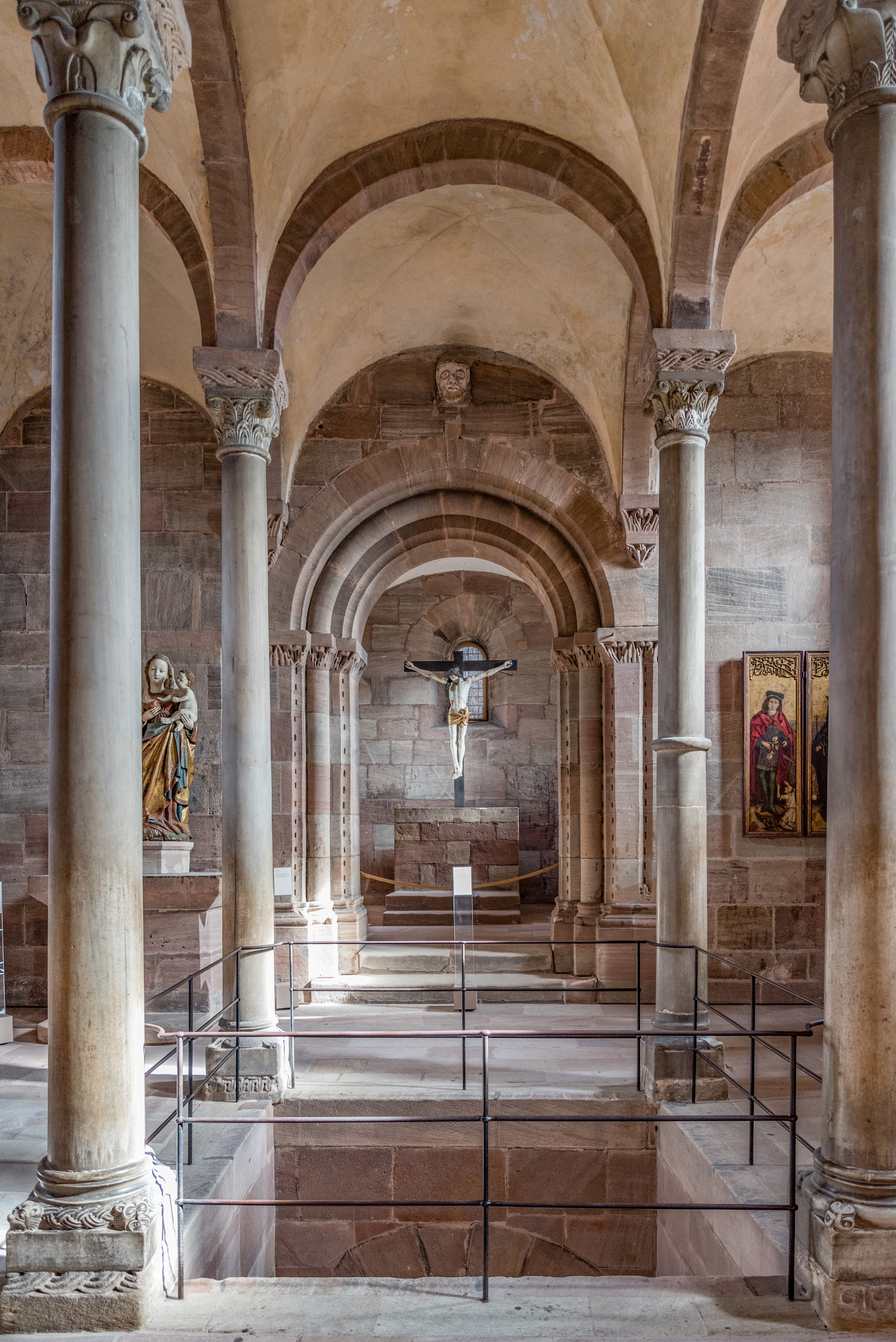
Capela de sus

Capela Imperială (Kaiserkapelle) este, din punct de vedere arhitectural, cea mai importantă clădire de pe stânca castelului. Ea a fost construită în jurul anului 1200, în același timp cu palatul original. Este o capelă romanică dublă formată din două capele, una deasupra celeilalte și conectate doar printr-o deschizătură în tavan, reprezentând astfel nivelurile ierarhice din societatea medievală.
Turnul Păgânilor (Heidenturm) se află lângă Capela Imperială. El a fost construit în același timp cu capela. Când castelul a fost restaurat pentru vizita împăratului Carol Quintul, idolii păgâni de pe turn (sculpturi în stil romanic) au fost eliminați și, astfel, numele turnului subzistă până astăzi în limbajul colocvial.
Kemenate (Clădirea doamnelor) a fost construită inițial în timpul domniei împăraților din dinastia Hohenstaufen, dar a fost înlocuită mai târziu de o clădire cu patru etaje. Actuala clădire a fost ars în anul 1945, iar mai târziu a fost reconstruită. În prezent, ea adăpostește casa de bilete, un mic magazin al muzeului și un spațiu pentru un spectacol multimedia despre istoria construirii Castelului Imperial.

### Castelul Burgravilor
Castelul Burgravilor era situat în zona cuprinsă între Turnul Circular și Turnul Luginsland, dar după distrugerea sa în 1420 și cumpărarea ruinelor sale de către oraș a mai rămas foarte puțin din el.
Turnul Pentagonal aflat în partea de nord a stâncii este una dintre cele mai vechi clădiri de pe stânca pe care se află castelul. El era odinioară donjonul Castelului Burgravilor. Partea sa inferioară din zidărie de piatră ar fi putut fi construită în aceeași perioadă cu Capela Imperială. În perioada goticului târziu a fost adăugat încă un etaj de zidărie.
Capela Walburga pare să fi fost construită la scurt timp după aceea. Ea a fost inițial dedicată Sfântului Othmar, dar, după ce orașul a cumpărat ruinele Castelului Burgravilor, a fost reconstruită și dedicată Sfintei Walpurga. Distrusă în cel de-al Doilea Război Mondial, ea a fost reconstruită și deschisă pentru public în anul 1970.

### Clădirile construite de Orașul Imperial
Turnul Luginsland a fost construit în 1377 lângă poarta principală a castelului burgravilor cu scopul de a permite orașului să monitorizeze activitățile desfășurate în interiorul castelului, într-o perioadă în care relațiile dintre oraș și burgravi se deterioraseră deja.
Poarta Vestner era singura cale de ieșire din castel către nord, unde era la acel moment un teren deschis.
Grajdurile Imperiale au fost construite ca grânar în perioada 1494-1495 de către Hans Beheim cel Bătrân, cel mai important arhitect din Nürnberg de la acea vreme. Parterul a fost, de asemenea, folosit ca grajduri. Grav avariat în cel de-al Doilea Război Mondial, el a fost renovat, iar acum adăpostește un hostel pentru tineri.
Bastioanele au fost construite în perioada 1538-1545 pentru a apăra castelul de posibilele atacuri ale artileriei ce ar fi periclitat partea de nord a castelului. Aproximativ în același timp, fortificațiile orașului Nürnberg au fost reînnoite și extinse.

## Istoric

### Perioada presaliană și saliană
Săpăturile arheologice realizate în zona castelului au descoperit resturi de ziduri datate în jurul anului 1000 și chiar mai vechi în straturile mai adânci, care pot fi atribuite unei clădiri ce i-a aparținut margrafului Henric de Schweinfurt.
Prima mențiune scrisă datează din 1050, când Henric al III-lea a emis așa-numitul Sigena document în Norenberc, eliberând o femeie iobagă. Tatăl său, Conrad al II-lea, pe parcursul călătoriilor de la Regensburg (Ratisbon) la Bamberg în 1025 și 1030, emisese documente la Megelendorf, un mic sat aflat la aproximativ 4 km mai la est, unde râul Pegnitz putea fi traversat printr-un vad (în prezent Mögelsdorf, cartier al orașului Nürnberg). În mod obișnuit, aceste documente indică locul și data emiterii lor, dar nu conțin nici o referire la un castel sau la un sat.
Henric al III-lea a folosit castelul în campaniile sale militare prin care a urmărit să-și extindă stăpânirea asupra Boemiei, Poloniei și Ungariei. Henric al IV-lea, care a fost adversarul papei Grigore al VII-lea în conflictul ce a avut loc la sfârșitul domniei sale, în 1105, a trebuit să îndure faptul că, în absența lui, după un asediu ce a durat două luni, castelul a fost ocupat de fiul său, Henric al V-lea, care și-a forțat tatăl să abdice la sfârșitul aceluiași an.
După moartea lui Henric al V-lea în 1125, ultimul membru al dinastiei salice, succesorul său Lothar de Supplinburg a încercat să confiște terenurile coroanei de la Frederic al II-lea, Duce de Suabia și fratele lui, Conrad, din dinastia Hohenstaufen, considerând că toate aceste terenuri, inclusiv Castelul Nürnberg, trebuie să facă parte din proprietatea dinastiei salice pe care o moștenise. După mai multe asedii, Lothar a reușit în octombrie 1130 să ocupe castelul.

### Perioada dinastiei Hohenstaufen
La moartea lui Lothar în 1137, ducele Conrad de Hohenstaufen a fost ales rege cu numele de Conrad al III-lea în anul următor și după o scurtă perioadă de timp a început să construiască un nou Castel Imperial care pare să fi fost finalizat în perioada domniei sale. Castelul era format dintr-un palat, Capela Imperială și Turnul Păgânilor.
Cam aproximativ în același timp, Conrad a înființat Burgraviatul în scopul de a asigura paza castelului în absența regelui. Astfel, primii burgravi din familia austriacă Raabs au construit Castelul Burgravilor de lângă Castelul Imperial și au primit un domeniu important în imediata apropiere.
Frederic I (Barbarossa) a folosit castelul pentru o serie de diete și recepții, precum primirea unei delegații din Imperiul Roman de Răsărit în 1156, dar potrivit unor cercetări recente el nu a contribuit la construirea palatului.
Henric al VI-lea a fost implicat, se pare, în diverse activități de consolidare a palatului, capelei imperiale și a clădirilor adiacente.
După ce ultimul conte de Raabs a murit, împăratul Henric al VI-lea i-a acordat Burgraviatul în 1192 ginerelui contelui, Frederic de Zollern. Familia Zollerns, redenumită curând Hohenzollern, a stăpânit Burgraviatul până ce Castelul Burgravilor a fost distrus și după aceea ruinele sale au fost vândute orașului Nürnberg în 1427 (Hohenzollernii, cu toate acestea, au continuat să își administrează proprietățile funciare din afara orașului Nürnberg).

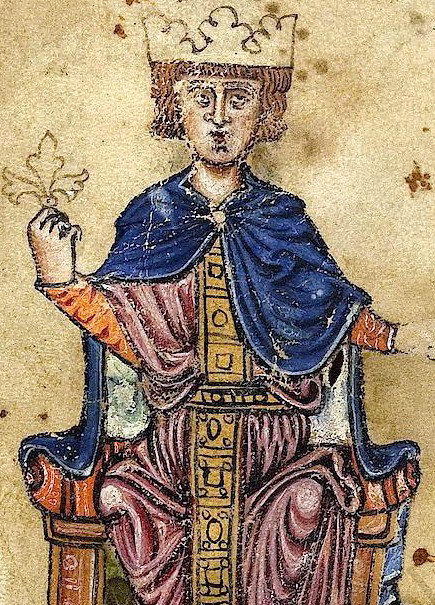
Frederic al II-lea

Frederic al II-lea, cu ocazia primei sale diete la Castelul Imperial în 1219, a acordat orașului o Mare Scrisoare de Libertate (Großer Freiheitsbrief), ce conținea drepturile și privilegiile orașului (Reichsfreiheit), dreptul de a bate monedă și dreptul de a desfășura o politică vamală independentă, transformând Nürnbergul într-un oraș imperial liber supus doar împăratului. Frederic al II-lea a transferat, de asemenea, diverse responsabilități pentru îngrijirea Castelului Imperial către autoritățile orașului. Acest lucru a determinat o remarcabilă dezvoltare a orașului, dar a constituit punctul de început al unei lungi dispute între oraș și burgravi.
Frederic al II-lea a sosit la castel de cel puțin 16 ori, iar fiul său, regele Henric (al VII-lea) al Germaniei de 21 de ori. În 1224, cu prilejul primei diete a regelui Henric (al VII-lea), în vârstă de 13 ani, poetul Walther von der Vogelweide s-a aflat pe lista de invitați, și în 1225, Henry (al VII-lea) s-a căsătorit la castel cu Margaret de Babenberg, fiica ducelui Leopold al VI-lea al Austriei.
Frederic al II-lea a făcut ultima sa vizită în Germania în 1236 și s-a întors în Italia în 1237, unde a trăit în ultima parte a vieții, lăsând administrarea Imperiului German în grija fiului său, Conrad al IV-lea.

### Castelul în Evul Mediu Târziu
Interregnul a încetat în 1273 odată cu alegerea la Frankfurt a regelui Rudolf I ca primul rege al germanilor provenit din Casa de Habsburg. Imediat după aceea, Rudolf I a acordat o serie de privilegii pentru burgravi, în semn de recunoștință pentru faptul că i-au sprijinit alegerea. Rudolf I a ținut mai multe diete la Castelul Imperial, iar sub domnia lui, precum și sub domnia succesorilor săi Adolf de Nassau și Albert I de Habsburg, au fost construite clădiri noi precum Turnul Cilindric și s-au efectuat lucrări la palat și la partea superioară a Turnului Capelei (Turnul Păgânilor). În aceeași perioadă, burgravii au lărgit castelul lor alăturat.

#### Castelul Burgravilor
Atât burgravii, cât și orașul și-au întărit poziția dominantă asupra teritoriilor înconjurătoare. Orașul Nürnberg a prosperat și a devenit unul dintre cele mai importante orașe din Germania. Prin Bula de Aur din 1356 s-a desemnat orașul Nürnberg ca loc al primei diete imperiale a monarhului nou-ales. Stăpânirea burgravilor a atins punctul culminant atunci când regele Sigismund de Luxemburg a cedat Margrafiatul de Brandenburg nobililor din familia Hohenzollern în 1411.
Deteriorarea semnificativă a relațiilor dintre autoritățile orașului și burgravii de pe dealul castelului devenise astfel inevitabilă. În 1367 autoritățile municipale au obstrucționat accesul burgravilor în oraș printr-un zid ridicat în fața castelului, iar în anul 1377 orașul a ridicat turnul Luginsland lângă poarta principală a castelului burgravilor cu scopul de a controla activitățile desfășurate în incinta castelului. În 1388/89 a existat un conflict armat, care a fost aplanat. În cele din urmă, castelul burgravilor a fost atacat în 1420 de către ducele Ludovic al VII-lea al Bavariei și a fost incendiat, probabil cu acordul autorităților orașului. În 1422 regele Sigismund a transferat administrarea castelului imperial către autoritățile orașului și în 1427 prințul Frederic I, Elector de Brandenburg a vândut ruinele castelului burgravilor către orașul imperial Nürnberg.

#### Castelul Imperial ca parte a orașului
Odată cu dezvoltarea comercială și politică a orașului, Castelul Imperial a devenit mai puțin atractiv. Împărații au început să își exercite funcțiile guvernamentale în clădirea primăriei finalizată în 1340 și au preferat să rămână în casele luxoase ale familiilor conducătoare decât să se mute în încăperile mai puțin confortabile ale castelului. Castelul a continuat să fie folosit cu prilejul unor evenimente oficiale importante. Frederic al III-lea a prețuit siguranța castelului și a rămas acolo timp de mai multe luni. Ultimul rege care a ținut prima Dietă Imperială la Nürnberg a fost fiul său, Maximilian I. În 1491 el a rămas la castel timp de aproape șase luni. Nepotul și succesorul său, Carol Quintul, a mutat prima sa Dietă Imperială la Worms din cauza epidemiilor ce făceau ravagii în Nürnberg. El a vizitat Nürnbergul abia în 1541, în drum spre Dieta Imperială de la Regensburg.

### Epoca modernă
În perioada 1538-1545 au fost construite bastioane pe latura de nord a castelului pentru a-l proteja mai bine împotriva posibilelor atacuri de artilerie, iar castelul a fost integrat în fortificațiile reînnoite și îmbunătățite ale orașului.
Împărații Habsburgi ce au urmat s-au îngrijit mai mult de propriile lor teritorii aflate în special în Austria, Boemia și Ungaria. Astfel, Nürnberg a fost vizitat rar de conducătorii imperiului.
În timpul Războiului de Treizeci de Ani, în 1632, armatele conduse de Gustav Adolf și Wallenstein au apărut în fața zidurilor orașului, dar au fost împuținate mai puțin de lupte și mai mult de tifos și scorbut.
Nici orașul și nici castelul nu și-au mai revenit complet de pe urma Războiului de Treizeci de Ani.
Începând din 1594 Dieta Imperială s-a întrunit doar în Regensburg. Pacea de la Westfalia din 1648 nu doar că a pus capăt doar atrocităților de război, ci a înființat Dieta Permanentă din Regensburg, care a funcționat între 1663 și 1806 în acel oraș. În consecință, Castelul Nürnberg și-a pierdut practic importanța sa și a rămas netulburat de forțele exterioare.
În 1806, în timpul campaniilor militare ale lui Napoleon ce au redefinit structura Europei Centrale, trupele franceze au ocupat Nürnbergul și, conform Tratatului Confederației Rinului (Rheinbundakte), au cedat acest oraș Bavariei, care a fost ridicată apoi la rangul de regat.
În conformitate cu renașterea interesului în perioada romantică pentru arta și arhitectura medievală, regele Ludovic I al Bavariei i-a ordonat în 1833 arhitectului Carl Alexander Heideloff să execute o serie de lucrări de restaurare, dar nu a fost mulțumit cu refacerile în stil neogotic și a stopat lucrările. Fiul său, Maximilian al II-lea i-a comandat mai târziu lui August von Voit să continue renovarea castelului între 1852 și 1858 într-un stil arhitectonic mai conservator.
În anii 1930 opinia generală cu privire la arta și arhitectura secolului al XIX-lea s-a schimbat. În timpul celui de-al Treilea Reich, Rudolf Esterer, directorul Administrației Bavareze a castelelor, grădinilor și lacurilor aflate în proprietatea statului, a dispus înlăturarea majorității adaosurilor anterioare și a readus castelul la ceea ce era considerată a fi starea inițială.
În perioada celui de-al Doilea Război Mondial, castelul a fost deteriorat de raidurile aeriene din 1944-1945 și doar Capela Imperială și Turnul Cilindric au rămas în întregime intacte. După război, castelul a fost restaurat sub coordonarea lui Rudolf Esterer și Julius Lincke și readus la aspectul său istoric, fiind reconstruit inclusiv Turnul Luginsland care fusese complet distrus.
Castelul se află în proprietatea landului Bavaria și este administrat de către Administrația Bavareză a castelelor, grădinilor și lacurilor aflate în proprietatea statului (Bayerische Verwaltung der staatlichen Schlösser, Garten und Seen).